# Sophie de Bavière (1376-1428)
Ne doit pas être confondu avec Sophie de Bavière ou Sophie de Bavière (1935).
Titres
Reine de Germanie
2 mai 1389 – 20 août 1400
(11 ans, 3 mois et 18 jours)
Reine consort de Bohême
2 mai 1389 – 16 août 1419
(30 ans, 3 mois et 14 jours)
Dauphine de Viennois
2 mai 1389 – 16 août 1419
(30 ans, 3 mois et 14 jours)
Sophie de Bavière (en tchèque : Žofie Bavorská ; en allemand : Sophie von Bayern), née en 1376 et morte le 4 novembre 1428 à Presbourg, est princesse de la maison de Wittelsbach, fille du duc Jean II de Bavière. Elle fut  et reine de Germanie de 1389 à 1400, ainsi que reine consort de Bohême et duchesse titulaire de Luxembourg de 1389 à 1419, par son mariage avec Venceslas de Luxembourg. Elle est brièvement régente du royaume de Bohême après la mort de son époux.

## Origine
Sophie est la seule fille de Jean II (v.1341-1397), duc de Bavière depuis 1375, et de son épouse Catherine (morte en 1391), elle-même fille du comte Meinhard VI de Goritz. Elle est la sœur des ducs de Bavière Ernest et Guillaume III. Après un conflit de longue date entre les souverains de la maison de Wittelsbach, son père fut seul duc de Bavière-Munich à partir de 1392. 
Sophie a grandi chez son oncle Frédéric, duc de Bavière-Landshut, au château de Trausnitz. Frédéric a été conseiller auprès de Venceslas de Luxembourg (1361-1419), roi de Bohême (en tant que Venceslas IV), qui a été élu roi des Romains en 1376. Après la mort de sa première épouse Jeanne de Bavière, une cousine de Sophie, en 1386, Venceslas était veuf. En 1388, Sophie a accompagné son oncle à la cour de Prague.

## Reine consort
Le 2 mai 1389 à Prague, Sophie épouse le roi Venceslas. Ils sont probablement mariés par l'évêque Jan, chancelier du roi, car Venceslas est alors en conflit avec l'archevêque Jan VI de Prague. Ce qui prive Sophie de couronnement car elle ne pouvait l'être que par un archevêque. Venceslas célèbre son union en faisant établir plusieurs très bons manuscrits de la Bible de Wenceslas. 

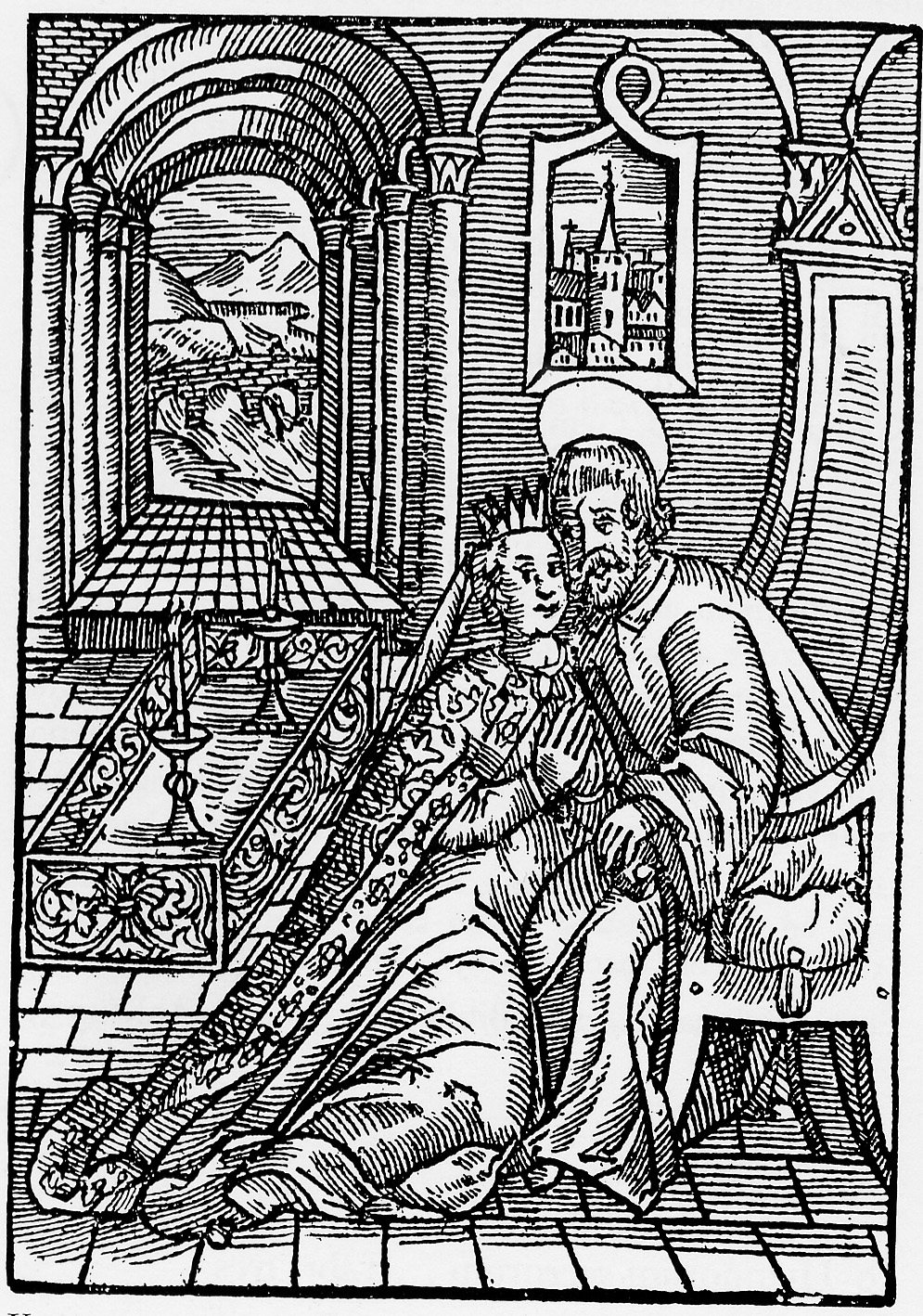
La reine Sophie et son confesseur Jean Népomucène (1602).

Leur relation conjugale est décrite comme heureuse initialement ; néanmoins, Sophie ne parvient pas à détourner le roi de son alcoolisme et, plus décevant, le couple demeure sans enfant. En mars 1393, son confesseur Jean Népomucène a été torturé et meurt jeté du pont Charles dans la Moldau. Selon la légende largement développée ensuite par les Jésuites lors de la Contre-Réforme au XVIe siècle, pour avoir refusé de révéler la confession de la reine. En fait son assassinat serait lié à l'exaspération du conflit entre le roi Venceslas et l'archevêque de Prague Jan z Jenštejna[réf. nécessaire]. Sophie ne fut couronnée reine de Bohême que le 15 mars 1400 ; son mari n'était pas présent.
Le 20 aout 1400, quatre des sept princes-électeurs du Saint-Empire, les archevêques de Mayence, de Trèves et de Cologne ainsi que le comte palatin du Rhin, ont déclaré la destitution de Venceslas. C'était Robert III du Palatinat qui fut élu roi des Romains le jour suivant à Rhens.
En 1402/1403 lors de la révolte des nobles du royaume de Bohême et pendant l'emprisonnement de son époux par son demi-frère cadet Sigismond, la reine Sophie réside à Hradec Králové. Comme Venceslas, elle est au début favorable à Jan Hus dont elle suit le sermon à la chapelle de Bethléem et à qui elle accorde sa protection, fait qui lui est largement reprochée plus tard. Après que les thèses Jan Hus ont été rejetées par le pape Grégoire XII en 1410, comme la cour royale elle lui retire son soutien. Elle était toutefois convaincue que l'exécution de Jan Hus au concile de Constance, en 1415, conduirait à une émeute qui sera plus tard visible lors des croisades contre les hussites.

## Régente et reine douairière
Venceslas  meurt brutalement le 16 aout 1419. Sophie cherche la protection de son beau-frère Sigismond, roi de Hongrie, qui réclame le trône de Bohême et qu'elle appuie. Pendant cette période Sophie de Bavière est de facto régente de Bohême. Elle proclame en vain en octobre 1419 une trêve générale pour tenter d'arrêter les violences qui commencent à se répandre contre les Allemands hostiles à la communion sous les deux espèces pour les laïcs. Cette dernière est interdite par la force dans les églises et couvents de Prague. Alors que les assemblées populaires se tenaient en dehors de la cité avant d'aller s'établir près de Bechyně dans un lieu qu'ils rebaptisent Tábor.  Sophie de Bavière perd rapidement toute autorité. 
Au cours de l'été 1420, Sigismond malgré l'appui du margrave Frédéric IV de Misnie et le duc Albert V d'Autriche ne parvient pas à s'emparer de Prague et il se fait couronner en hâte roi de Bohême le 28 juillet à Hradčany. Selon certaines calomnies, Sophie et Sigismond auraient eu une liaison. Cependant la reine douairière de Bohême envisage un moment de se remarier peut-être avec Ladislas II Jagellon, roi de Pologne, mais elle meurt retirée à Presbourg le 4 novembre 1428. Elle fut enterrée dans la cathédrale Saint-Martin.

## Source
- (en) Cet article est partiellement ou en totalité issu de l’article de Wikipédia en anglais intitulé « Sophia of Bavaria » (voir la liste des auteurs), édition du 27 juin 2014.
- Jörg K.Hoensch Histoire de la Bohême Éditions Payot Paris (1995)  (ISBN 2228889229)